# トニー・ロケッド
トニー・ロケッド（Tony James Lochhead、1982年1月12日 - ）は、ニュージーランドの元サッカー選手。元ニュージーランド代表。ポジションはディフェンダー。

## 経歴
2003年にニュージーランド代表デビュー。7大会ぶりの出場となった2010 FIFAワールドカップでもグループリーグの全3試合に出場した。OFCネイションズカップにも3回出場、2013年までに47試合に出場、1得点をあげた。

## 代表歴

### 出場大会
- ニュージーランド代表
  - 2010 FIFAワールドカップ

### 試合数
- 国際Aマッチ 47試合 1得点（2003年-2013年）[1]

| ニュージーランド代表 | 国際Aマッチ | 国際Aマッチ |
| 年                   | 出場        | 得点        |
| -------------------- | ----------- | ----------- |
| 2003                 | 1           | 0           |
| 2004                 | 5           | 0           |
| 2005                 | 0           | 0           |
| 2006                 | 2           | 0           |
| 2007                 | 6           | 0           |
| 2008                 | 2           | 0           |
| 2009                 | 10          | 0           |
| 2010                 | 7           | 0           |
| 2011                 | 1           | 0           |
| 2012                 | 9           | 1           |
| 2013                 | 4           | 0           |
| 通算                 | 47          | 1           |